# Li Ang
Li Ang (15 de setembro de 1993) é um futebolista profissional chinês que atua como defensor.

## Carreira
Li Ang representou a Seleção Chinesa de Futebol na Copa da Ásia de 2015.

## Títulos
Individuais
- Seleção da Super Liga Chinesa: 2019